# Galela parva
Galela parva är en insektsart som beskrevs av William Lucas Distant 1906. Galela parva ingår i släktet Galela och familjen lyktstritar. Inga underarter finns listade i Catalogue of Life.